# گامبی وزیر (رمان)
گامبی وزیر (به انگلیسی: The Queen's Gambit) رمانی آمریکایی به قلم والتر تویس است که در ۱۹۸۳ منتشر شد که به بررسی زندگی بث هارمون، زن خیالی اعجوبه بازی شطرنج می‌پردازد. داستان به سبک رمان تربیتی، داستان بلوغ و موضوعاتی مانند فرزندخواندگی، فمنیسم، شطرنج، اعتیاد به مواد مخدر و اعتیاد به الکل را پوشش می‌دهد. در سال ۲۰۲۰ مینی سریالی از نتفلیکس با نام همین نام و با اقتباس از این رمان ساخته شد.